# اس اس ارونتس
اس اس ارونتس (به انگلیسی: SS Orontes) یک کشتی بود که طول آن ۶۶۴ فوت (۲۰۲ متر) بود.